# مومزن‌اشتادیون
مومزن‌اشتادیون (آلمانی: Mommsenstadion) یک ورزشگاه فوتبال در شهر برلین، آلمان است.
این ورزشگاه که در سال ۱۹۳۰ تأسیس شده دارای ۱۵٬۰۰۵ نفر ظرفیت می‌باشد، مومزن‌اشتادیون میزبان بخشی از مسابقات فوتبال بازی‌های المپیک تابستانی ۱۹۳۶ بوده‌است.